# Black Opry
Black Opry là một trang web về âm nhạc và thông báo lưu diễn. Trang web này được thành lập vào tháng 4 năm 2021 bởi Holly G. với tư cách là phương tiện nâng cao nhận thức cho các nhạc sĩ người da đen về nhạc đồng quê. Tổ chức của trang web được đặt tên theo Grand Ole Opry, một buổi hòa nhạc sân khấu nhạc đồng quê của Mỹ ở Nashville, Tennessee.

## Lịch sử
Black Opry được khởi tạo vào tháng 4 năm 2021 bởi Holly G., một nhà văn và tiếp viên hàng không đến từ bang Virginia. Bà được truyền cảm hứng tạo ra một trang web dành riêng cho các ca sĩ nhạc đồng quê người da đen, theo nghiên cứu được thực hiện bởi một nhà âm nhạc học cho thấy chỉ 1,5% nghệ sĩ trên các đài phát thanh đồng quê là nghệ sĩ da màu. Bà bắt đầu liên hệ với nhiều nghệ sĩ đồng quê da đen khác nhau thông qua các nền tảng mạng xã hội để giúp nâng cao nhận thức về âm nhạc của họ. Holly G. cũng nói rằng cảm hứng để bà sáng lập trang web này là từ Color Me Country, một podcast do ca sĩ nhạc đồng quê da đen Rissi Palmer tổ chức, cũng là nơi thảo luận về các nghệ sĩ da màu trong làng nhạc đồng quê. Sự việc xảy ra vào tháng 2 năm 2021 khi một bản thu âm của ca sĩ nhạc đồng quê Morgan Wallen sử dụng tiếng lóng phân biệt chủng tộc "nigger", dẫn đến sự chỉ trích và tranh cãi về vai trò chủng tộc trong âm nhạc đồng quê cũng là một động lực thúc đẩy Holly G. tạo ra trang web.
Mục đích ra đời của Black Opry là cho phép các nghệ sĩ nhạc đồng quê người da đen tham gia đặt tour và biểu diễn. Black Opry liệt kê các nghệ sĩ người da đen trong thể loại nhạc này thông qua trang web của mình và thông qua các chuyến lưu diễn quốc gia dưới cái tên Black Opry Revue. Vào giữa năm 2021, Holly G. và Black Opry đã tổ chức một buổi hòa nhạc kéo dài 5 ngày, với sự tham gia của các nghệ sĩ nhạc đồng quê người da đen như Rissi Palmer và Miko Marks. Buổi biểu diễn tiếp theo diễn ra vào tháng 9 năm 2021 dưới tên Black Opry Revue tại Rockwood Music Hall ở Thành phố New York; Tylar Bryant, Lizzie No, Roberta Lea, Joy Clark và Jett Holden đã tham gia trình diễn tại sự kiện này. Black Opry Revue cũng biểu diễn tại Exit/In ở Nashville, Tennessee vào tháng 12 năm 2021 với ca sĩ người Canada Allison Russell. Vào tháng 2 năm 2022, Revue tiếp tục biểu diễn tại Chicago và Washington, DC.  Black Opry đã tổ chức một bữa tiệc kỷ niệm nhân dịp một năm thành lập trang web tại City Winery ở Nashville vào ngày 18 tháng 4. Bữa tiệc này được tài trợ bởi mạng truyền hình CMT.